# ياكون دغلي
ياكون دغلي (الاسم العلمي: Smallanthus fruticosus) هو نوع من النباتات يتبع جنس الياكون من الفصيلة النجمية.